# Castillo de Proaza
El castillo de Proaza fue una antigua fortaleza española situada en las proximidades de esta localidad asturiana, capital del concejo homónimo (Asturias), dominando el valle del río Trubia. 
No debe confundirse con la Torre del Campo de Proaza, obra del siglo XV. Sus restos se hallarían en el próximo paraje denominado Vegamande.

## Historia
La primera referencia a un castillo en Proaza se vincula al notable conde rebelde Gonzalo Peláez, que se huzo con el gobierno de buena parte de Asturias en el reinado de Urraca I de León, incluyendo la tenencia de los castillos de Alba de Quirós, y Buanga. Conoció los avatares de la guerra durante el enfrentamiento del conde con el rey Alfonso VII de León, entre 1132 y 1138, siendo principal sede del tumultuoso conde, que aguantó diversos sitios.
En 1184 Fernando II de León donó la fortaleza a la Catedral de Oviedo. Tras caer en poder del linaje Bernaldo de Quirós, a instancias de Rodrigo Álvarez, conde de Noreña el obispado recuperó sus posesión en 1377, pero Enrique II de Castilla determinó que volviera a manos de los Bernaldo de Quirós, que en 1381 prestaron al obispo el correspondiente pleito homenaje.